# Psilomastix semiopaca
Psilomastix semiopaca là một loài bọ cánh cứng trong họ Cerambycidae.